# Jorge Gutiérrez (basket-ball)
Pour les articles homonymes, voir Jorge Gutiérrez.
Jorge Iván Gutiérrez, né le 27 décembre 1988 à Chihuahua, dans l'État de Chihuahua au Mexique, est un joueur de basket-ball. Il évolue aux postes de meneur et d'arrière.

## Biographie
En décembre 2014, il fait partie d'un échange avec Andreï Kirilenko qui les envoient chez les Sixers de Philadelphie. Toutefois, cette dernière franchise rompt aussitôt son contrat.
Le 28 janvier 2015, Jorge Gutiérrez signe un contrat de 10 jours avec les Bucks de Milwaukee.
Au mois d'août 2020, il s'engage pour une saison avec le BG 74 Göttingen en première division allemande.

## Clubs successifs
- 2012 0000 :  Pioneros de Quintana Roo (LNBP)
- 2012-2014 :  Charge de Canton (D-League)
- 2014 0000 :  Nets de Brooklyn (NBA)
- 2014-2016 :  Charge de Canton (D-League)
- 2015 0000 :  Bucks de Milwaukee (NBA)
- 2016 0000 :  Hornets de Charlotte (NBA)
- 2016-2017 :  Trabzonspor Basketball (Süper Ligi)
- 2017-2018 :  Aquila Basket Trente (Serie A)
- 2018-2019 :  San Sebastián Gipuzkoa Basket Club (Liga Endesa)
- 2019-2020 :  Hamburg Towers (BBL)
- 2020-2021 :  BG 74 Göttingen (BBL)
- 2021- :  Peristéri BC (ESAKE)